# Lomba (Amarante)
Lomba ist eine Gemeinde im Nordwesten Portugals.
Lomba gehört zum Kreis Amarante im Distrikt Porto, besitzt eine Fläche von 3,6 km² und hat 820 Einwohner (Stand 19. April 2021).